# 교환 학생 프로그램
교환 학생 프로그램(영어: Exchange Student Program)은 보통 고등교육을 받고 있는 학생이 다른 나라에 거주하여 언어, 문화 등을 배우는 프로그램을 말한다. 여기서 "교환"은 이 프로그램에 참여하는 다른 나라들의 학생들이 서로 오고 가는 교류를 말한다.
교환 학생 프로그램은 제2차 세계 대전 이후부터 본격적으로 시행되었으며, 참여자의 언어 실력을 높이고, 사회적인 시야를 넓히는 것 뿐 아니라 다른 문화에 대해 이해하고 관용할 줄 아는 마음을 길러 주는 것이 목표이다.
보통 6~10 개월 정도 기간 동안 다른 나라에서 머무는 것이 보통이다. 반면 유학 프로그램에 있는 사람이나 유학생의 경우 여러 해 동안 지속된다.
교환학생 프로그램 중에는 미국 이외 국가의 중, 고등학교 학생들이 미국의 공립 또는 사립학교로 갈 수 방법도 알려져 있다. 이 프로그램의 특징은 만 15세 ~ 18.5세의 학생들이 미국의 공립 또는 사립학교에서 1년(두 학기) 동안 공부하면서, 미국인 자원봉사자 가정에서 거주하는 것이다. 이 프로그램을 주관하는 미국의 국무부에 따르면 공식 명칭이 'Secondary School Student Program'이며, 미국 국무부로부터 지정된 프로그램 스폰서 기관(Organizations)들이 시행한다. 이 프로그램에 참가했던 대표적인 인사 중에는 국제통화기금 총재 크리스틴 라가르드가 있다. 이 프로그램의 협의체인 CSIET에 따르면 매년 약 3만 명의 학생들이 세계 110여 개국에서 참가한다고 발표하였다. 이 발표 자료에 따르면 참가 인원중 매년 약 1천 500명이 대한민국에서 참가하는 것으로 기록되어 있다.

## 종류

### 단기 교환 학생
단기 교환 학생 프로그램은 계절 교환 학생 프로그램 또는 집중 교환 학생 프로그램, 문화 교류 프로그램 등으로도 알려져 있다. 단기 교환 학생 프로그램은 홈스테이와 외국어 습득, 지역 봉사 활동, 문화 체험 등에 중점을 둔다. 고등학생과 대학생은 정부 또는 비정부 기구에서 주관하는 프로그램을 통해 교환 학생 프로그램에 지원할 수 있다. 단기 교환 학생 프로그램은 1주일에서 3개월 정도의 기간 동안 이루어지며 학생들은 특정 학교나 기관에서 공부해야 할 의무가 없다.

### 장기 교환 학생
장기 교환 학생 프로그램은 6개월에서 10개월 정도 이루어지며 1년까지 하기도 한다. 학생들은 학생 비자를 통해 학교를 다니는데, 미국으로 가는 학생들의 경우 일반적으로 J-1 비자 또는 F-1 비자를 필요로 한다. 학생들은 장기 교환 학생 프로그램을 통해 해당 나라의 문화를 접할 수 있으며 귀국한 뒤에도 얻은 경험과 지식을 삶에 적용할 수 있다. 일부 미국 교환 학생 프로그램에 지원하기 위해서 학생들은 영어 시험에 통과해야 한다.

## 장점
학생들은 교환 학생 프로그램으로 견문을 넓히고 다른 문화를 이해하는 능력을 키울 수 있다. 국제적인 교육은 학생들이 언어 능력과 의사소통 능력을 키우는 데 도움이 될 뿐만 아니라 학생들이 언어 능력을 키우도록 자극을 준다. 외국에서 공부한 학생은 학업에서 다른 시각과 다문화적인 이해 능력을 발휘할 수 있으며 이는 이후에 직장에서도 도움이 될 수 있다.

## 단점
새로운 환경에 대비해 준비를 하고 이미 알고 있다고 하더라도 학생들은 문화 충격을 느낄 수 있으며 여러 방향으로 영향을 받을 수 있다. 한국에서는 허용되지 않는 마약이 외국에서는 허용되는 경우가 많으므로 학생들이 유학 생활 동안 마약과 같은 유혹에 빠질 수 있다. 완전히 다른 문화권에서 온 학생들은 오랜 기간 동안 향수를 느낄 수 있다. 짧은 기간 동안 자동차를 살 여건이 부족하므로 교통 수단이 부족한 경우에도 큰 문제가 발생할 수 있다. 이와 더불어 대부분의 학생 비자로는 일을 할 수 없으므로 경제적인 어려움을 겪을 수 있다. 또한 외국에서 머무는 동안 건강과 관련된 문제가 발생할 수 있다.

### W-곡선 적응 모형
W-곡선 적응 모형은 여행자들이 새로운 문화를 접할 때 느끼는 문화 충격과 귀국할 때 느끼는 재진입 충격을 시각적으로 표현하기 위한 모형이다. W-곡선 적응 모형은 7단계로 이루어져 있다.
1. 허니문 단계
2. 적대 단계
3. 재미 / 도약 단계
4. 동시 단계
5. 양면 단계
6. 재진입 문화 충격 단계
7. 재사회화 단계

각 단계는 여행자들이 외국에 있거나 귀국할 때 느낄 감정들에 대비하도록 하는 것에 목적을 두고 있다. W-곡선 적응 모형을 통해 다른 문화에서 살 때 느낄 수 있는 부정적인 감정에 대비하고 감정을 잘 추스릴 수 있는 데에 주안점을 두고 있다.

## 같이 보기
- 유학
- 유학생
- 워킹홀리데이
- 에라스뮈스 프로그램
- 풀브라이트 프로그램